# Félix Ioussoupov
Pour les autres membres de la famille, voir Soumarokov-Elston.
Pour les articles homonymes, voir Ioussoupov.
 (août 2011).
Si vous disposez d'ouvrages ou d'articles de référence ou si vous connaissez des sites web de qualité traitant du thème abordé ici, merci de compléter l'article en donnant les références utiles à sa vérifiabilité et en les liant à la section « Notes et références ».
Félix Felixovitch Ioussoupov, prince Ioussoupov et comte Soumarokov-Elston, né le 11 mars 1887 à Saint-Pétersbourg (Empire russe) et mort le 27 septembre 1967 à Paris,16e arrondissement (Seine), est un aristocrate russe avec qualification d’altesse sérénissime, membre de  la famille Ioussoupov.
Il est célèbre comme maître d’œuvre de la conjuration qui conduit à l’assassinat de Grigori Raspoutine, favori de la tsarine Alexandra Feodorovna, ainsi que pour son mariage avec la princesse  Irina Alexandrovna, nièce du tsar Nicolas II.

## Biographie

### Famille et richesse

#### La famille Ioussoupov
Félix Ioussoupov est le fils de Zénaïde Ioussoupova, dernière représentante des Ioussoupov, famille d'origine tatare, descendante du khan de la Horde Nogaï Youssouf-Mourza, du prince Potemkine et des comtes de Ribeaupierre, réputée plus riche que le tsar lui-même. Son père, le comte Felix Felixovitch Soumarokov-Elston — lui-même issu de deux anciennes familles de la noblesse russe et germano-balte, les Soumarokov et les Tiesenhausen — reçoit la permission spéciale du tsar  Alexandre III de relever le titre des Ioussoupov à la mort de son beau-père Nicolas Borissovitch Ioussoupov.
La famille résidait le plus souvent dans son palais du 94, quai de la Moïka, à Saint-Pétersbourg, mais également dans son domaine moscovite d’Arkhangelskoïe, ses villas de Koreiz et de Kokoze en Crimée, ou encore dans l’immense domaine de Rakitnoïe, en Ukraine,.

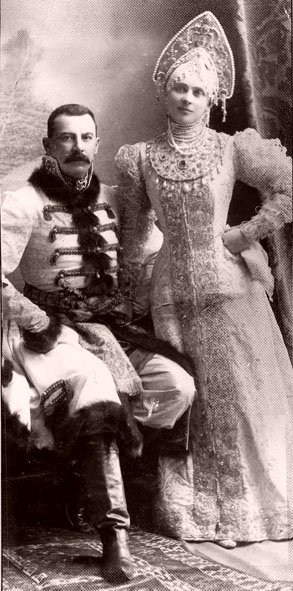
Le comte Félix Felixovitch Soumarokov-Elston et la princesse Zénaïde.

#### Patrimoine et richesse
La richesse de la mère de Félix Ioussoupov, Zénaïde Ioussoupova, était estimée en  1917 à 600 millions de dollars de l’époque[réf. nécessaire]. Essentiellement foncière, elle était composée de plusieurs millions d’hectares de terres — une des propriétés Ioussoupov, sur les rives de la mer Caspienne, s’étendait sur près de 250 kilomètres de long —, de quartiers entiers de Moscou et Saint-Pétersbourg, mais aussi de participations dans plus de 3 000 sociétés et d’une collection d’œuvres d'art,.
Cette fortune provenait des terres des khans de la horde Nogaï, conservées par leurs descendants, mais également des dons reçus des tsars en récompense des services rendus par les Ioussoupov. L'arrière-grand-père de Félix, le prince Nicolas Borisovitch Ioussoupov était également, au milieu du XIXe siècle, un des premiers membres de la haute noblesse russe à investir une partie importante de sa fortune dans l’industrialisation de la Russie. Certaines propriétés Ioussoupov, comme Rakitnoïe, devinrent ainsi de véritables centres industriels, employant plusieurs dizaines de milliers de personnes.

### Jeunesse et études
Félix Felixovitch Ioussoupov est le fils cadet du comte Felix Felixovitch Soumarokov-Elston, prince Ioussoupov (1856-1928) et de la princesse Zénaïde Nikolaïevna Ioussoupova (1861-1939).

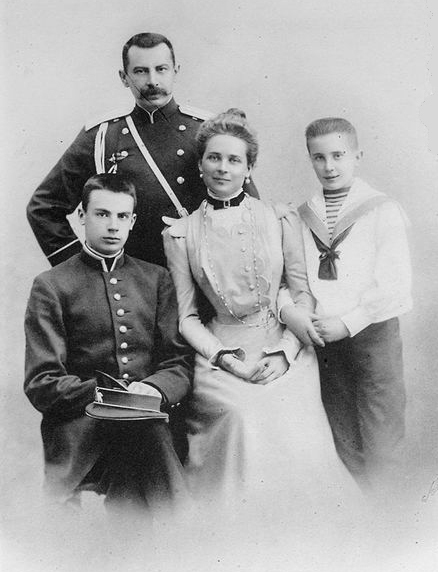
La famille Ioussoupov.

Zénaïde Ioussoupova apporte à ses deux fils toute son affection maternelle, les gâtant outre mesure. Les liens unissant la mère à son fils Félix sont très forts. Il existe entre eux une similitude de caractère, de goût et une ressemblance physique. La beauté de la princesse subjugue son fils : « Ma mère était charmante. Avec une taille svelte et mince, élégante, avec des cheveux très foncés, un teint basané et ses yeux bleus qui brillaient comme des étoiles, elle n'était pas seulement intelligente, elle était instruite, artiste, pleine de charme, d'une grande bonté de cœur, rien ne peut résister à ses charmes ».
Le comte Félix Felixovitch Soumarokov-Elston est au contraire un père distant. Les deux enfants de la princesse Ioussoupova vivent dans la splendeur et le luxe des palais de la famille, leur mère craignant de se séparer d'eux. Nikolaï et Félix deviennent des enfants capricieux auxquels l'on ne peut rien refuser. Cette éducation donne de mauvais résultats, les deux jeunes garçons manquant de discipline et de maintien. Seul leur père, souvent absent, possède un ascendant sur eux. Les jeunes garçons, livrés à eux-mêmes dans ces immenses palais, imposent leurs lois aux domestiques, précepteurs, professeurs. Connaissant à l'avance la réaction de la princesse, aucun n'ose contredire les jeunes garçons. Malgré leur jeune âge, les deux enfants comprennent très vite l'ascendant que leur permet leur position et deviennent tyranniques avec le personnel.[réf. nécessaire]

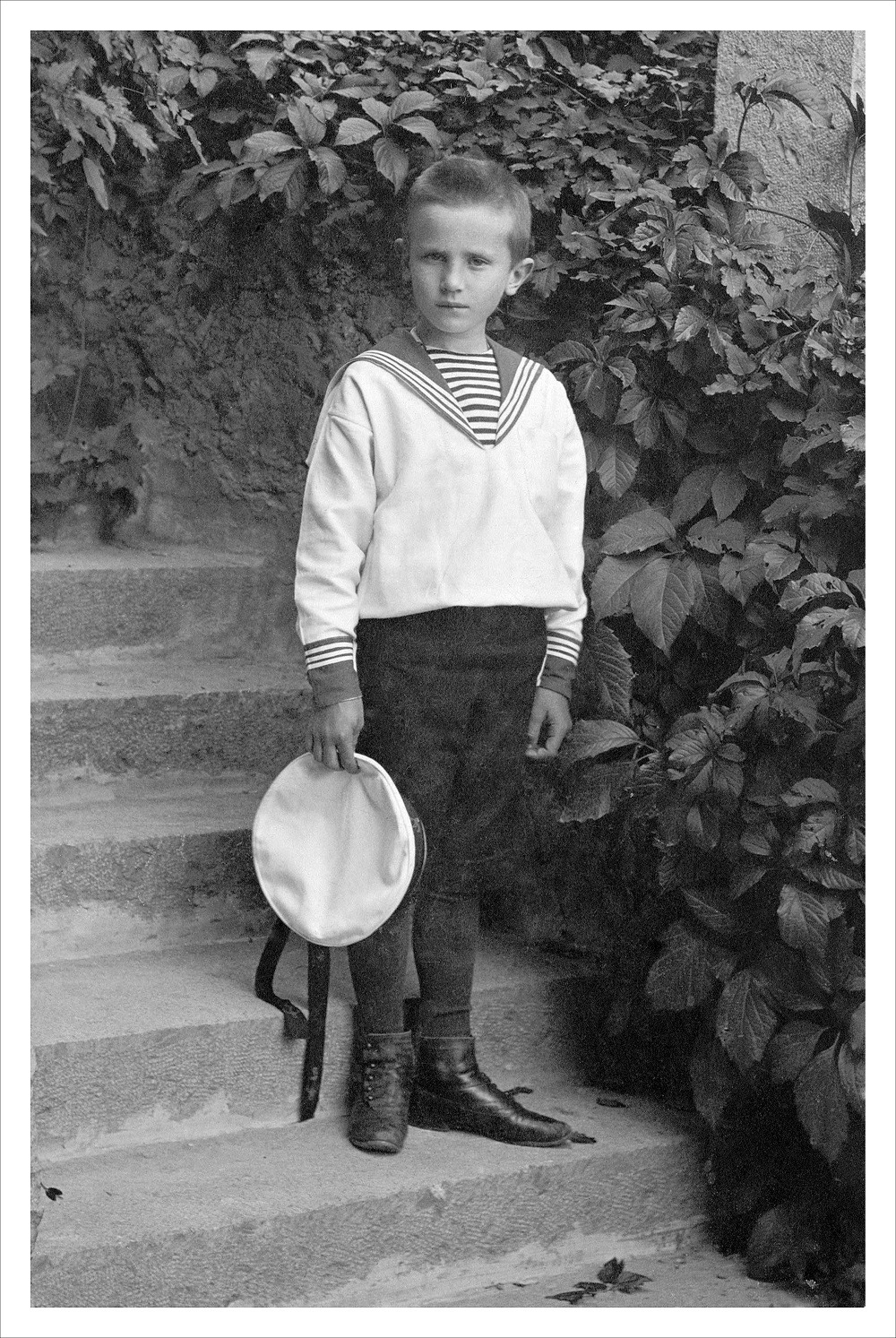
Le prince Félix Ioussoupov dans les années 1890.

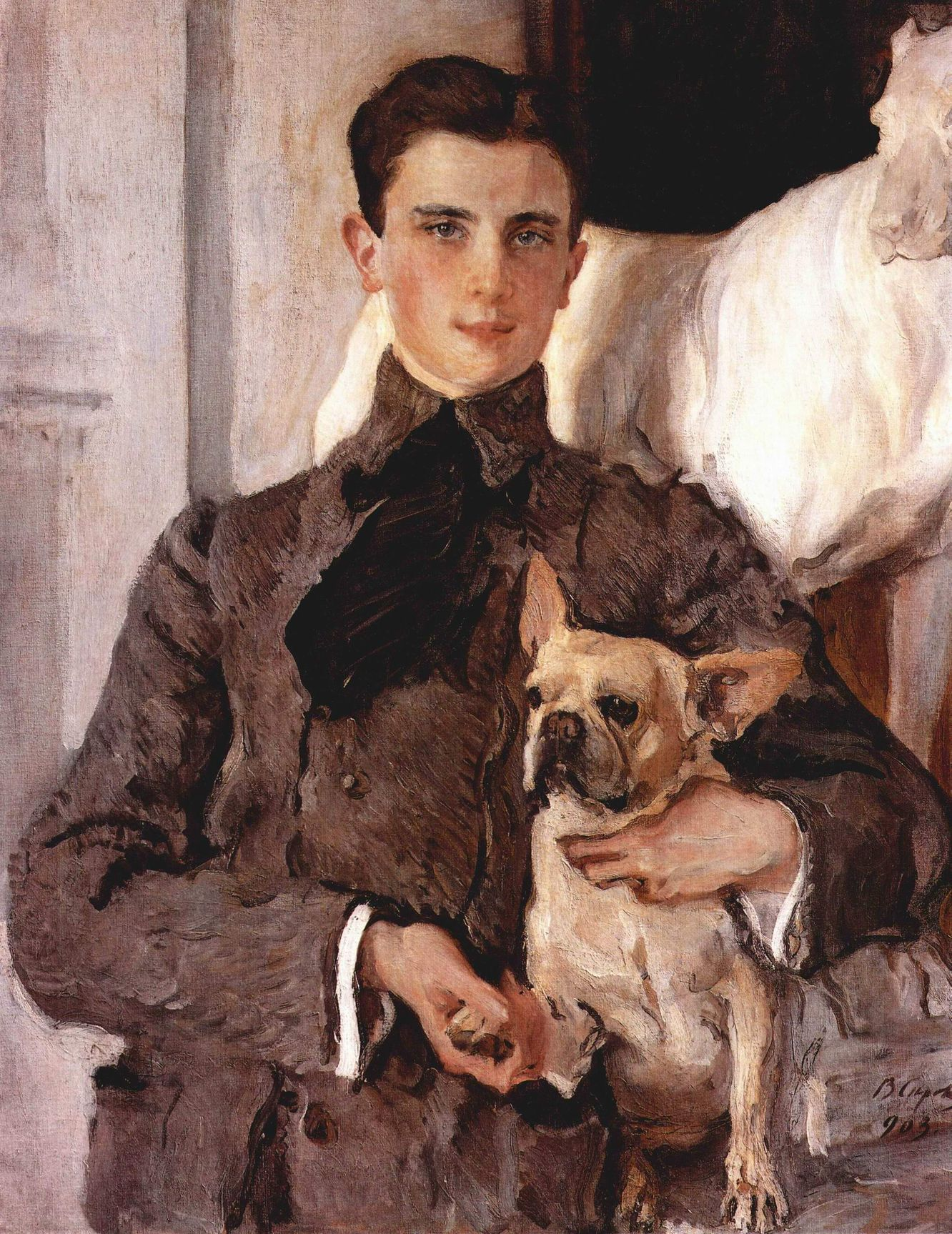
Portrait du comte Félix Felixovitch Soumarokov-Elston, prince Ioussoupov, en 1903, par Valentin Serov (peinture à l’huile, musée russe de Saint-Pétersbourg).

Le prince Nikolaï Felixovitch, frère aîné de Félix, est un jeune homme suffisant et orgueilleux. Dès son plus jeune âge, il mène une vie dissolue. En 1908, le prince Nikolaï Felixovitch Ioussoupov s'éprend de Maria Manteuffel, une femme mariée. Six mois avant son 26e anniversaire, le jeune prince est tué en duel par le comte Arvid Manteuffel, le mari de sa maîtresse (1908),. Cette mort prématurée fait écho à la malédiction qui plane sur la maison princière des Ioussoupov[réf. nécessaire] : le fils aîné de cette richissime famille ne devait pas atteindre ses 26 ans. Selon une légende, cette "punition" infligée aux Ioussoupov a pour origine la conversion de leurs ascendants musulmans à l'orthodoxie russe. La mort de son frère aîné fait de Félix l’héritier de la plus grosse fortune de Russie et l’homme le plus riche d’Europe.
Félix Ioussoupov obtient son diplôme de l'école secondaire Gourevitch à Moscou. Puis, de 1909 à 1912, il effectue de nombreux voyages en Europe. Dans le même temps, il étudie à l'University College d'Oxford. La première année, il étudie la foresterie et l'anglais. Les deux années suivantes, il n'étudie que l'anglais. Comme il préfère sa vie sociale aux études, il réussit ses examens « par miracle » avoue-t-il dans son autobiographie, mais n'obtient pas de diplôme de ce collège. Il dirige l'Automobile Club (1910) installé dans le bâtiment de la Compagnie d'assurances russe et il fonde l'Oxford University Russian Society. C'est à cette époque qu'il devient l'ami d'Oswald Rayner qui jouera un rôle secret, mais central, dans le meurtre de Raspoutine. De 1915 à 1916, afin de se préparer aux examens d'officier, il entre au corps spécial des pages en Russie.

### Une personnalité complexe

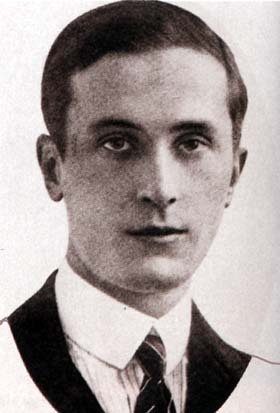
Le prince Félix Ioussoupov (début XXe siècle).

En Russie, on disait du prince Félix Felixovitch Ioussoupov qu'il était « le plus bel homme de tout l'Empire ». Son visage aux traits fins de type asiatique, ses yeux d'un bleu foncé attirent les compliments des membres de la famille et ravissent sa mère.
Ce prince élégant, raffiné, doté d’une grande intelligence, amateur d'art, au goût très sûr, vouant un véritable culte à la beauté, mène une double vie. Bisexuel, d'une personnalité angoissée et émotive, il éprouve une véritable fascination pour Oscar Wilde qui affiche son homosexualité. Félix éprouve également une attirance pour les sciences occultes.
Il mène une vie extravagante, scandalisant son entourage par sa vie dissolue. Dans son autobiographie, il explique avoir passé beaucoup de temps avec les tziganes. Sa beauté et son aspect androgyne, sa taille souple lui donnent la possibilité de se travestir en femme. Il aime revêtir les robes et les bijoux de sa mère ; ainsi paré, il se rend dans différents restaurants et autres célèbres endroits de Saint-Pétersbourg, captant l'intérêt des officiers de la garde impériale, ces derniers se méprenant sur sa véritable identité lui faisaient une cour empressée. Il semblerait que son frère aîné et sa jeune maîtresse Polia l'aient incité à se travestir. Selon d'autres sources, la princesse Zénaïde espérait une fille, mais c'est un garçon ; elle lui donne le prénom de Félix mais l'habille en fille jusqu'à l'âge de cinq ans, ce qui, pour certains, expliquerait les tendances du jeune homme pour les travestissements. Il s’amuse également à errer dans Saint-Pétersbourg déguisé en mendiant. Il consomme volontiers de l'opium. Après son union avec la grande-duchesse Irina Alexandrovna de Russie, il continue à avoir des aventures homosexuelles. Il a une préférence pour les hommes virils.
Un soir, le jeune prince revêt l'une des plus belles robes de sa mère, se pare de bijoux et de précieuses fourrures pour se rendre dans l'un des endroits les plus en vue de Saint-Pétersbourg. Au cours de la soirée, le collier de perles se rompt, celles-ci se répandent sur le sol. Sans attendre, les amis du prince se mettent à leur recherche, beaucoup sont retrouvées mais d'autres échappent aux regards des convives ; elles sont ramassées par le propriétaire des lieux. Ce dernier connaissant le prince travesti les rapporte à ses parents. Son attirance pour le travestissement est découverte. Son père entre dans une grande colère et lui ordonne d'abandonner ses déguisements féminins et de se conduire en homme. Pendant quelque temps, le prince abandonne ses habitudes de travesti, mais très vite il retourne à ses penchants.

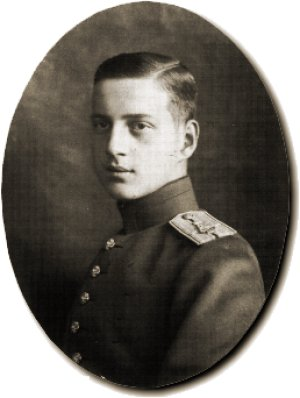
Le grand-duc Dmitri Pavlovitch de Russie, l'un des complices dans l'assassinat du « starets » Raspoutine.

Plus tard, le grand-duc Dimitri Pavlovitch de Russie, l'un des complices dans l'assassinat de Raspoutine, sera vraisemblablement l’amant du prince Félix Ioussoupov.
Ces comportements ne l’empêchent pas d’être un proche de la grande-duchesse Élisabeth, sœur de la tsarine et veuve du grand-duc Serge. La grande-duchesse, devenue religieuse après l’assassinat de son mari en 1905, sera la directrice spirituelle et la confidente du jeune Félix, passablement bouleversé par la mort de son frère. Il rend également visite à l'impératrice Alexandra dans son boudoir mauve, cette dernière l'ayant pris sous sa protection. Incorrigible, en l'absence de l'impératrice, le prince critique les tenues vestimentaires et le goût d'Alexandra Fiodorovna pour la décoration de ses appartements.

### Son mariage avec Irène
Après une jeunesse dorée, Félix Youssoupoff se fiance à la villa Youssoupoff, près de Yalta avec la nièce de Nicolas II, la princesse Irène (Irina en russe), jeune fille d'une rare beauté. Le 22 février 1914, le mariage est célébré avec le consentement de l'empereur en l'église du palais Anitchkov. Des mains du tsar, le couple reçoit en cadeau de mariage un sac contenant vingt-neuf diamants. De cette union naît la princesse Irène Félixovna, future épouse du comte Nicolas Dmitrievitch Cheremetiev, décédée en 1983. Dissemblable de caractère, le ménage résiste à toutes les épreuves, et malgré sa futilité, Félix reste jusqu'au terme de sa vie un époux respectueux, éprouvant des sentiments très forts pour son épouse.

Le couple vers 1913.
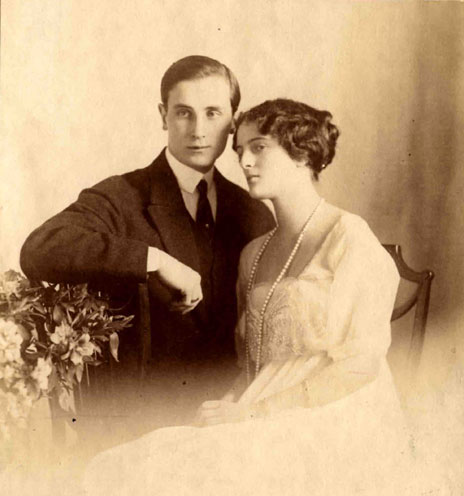
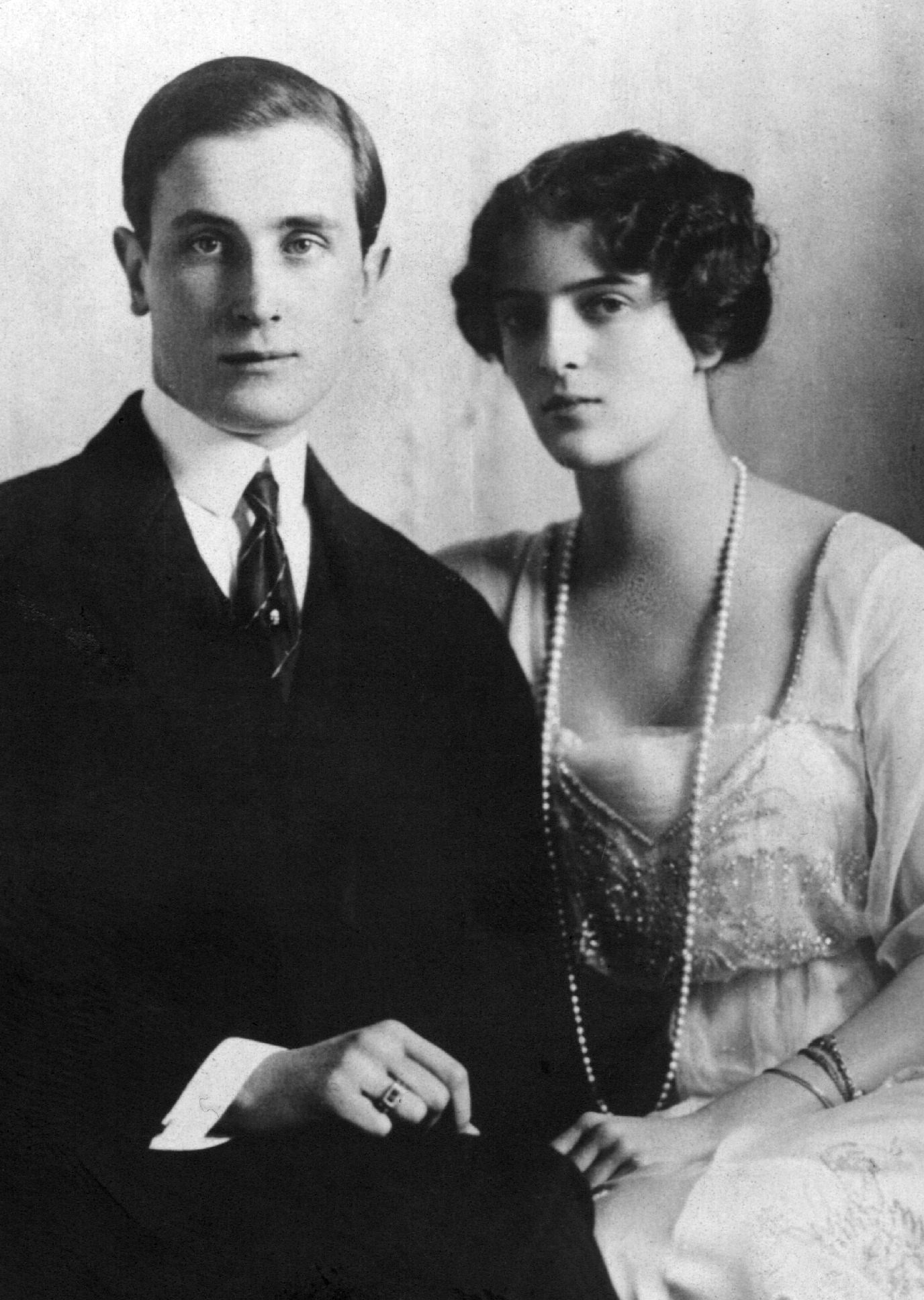
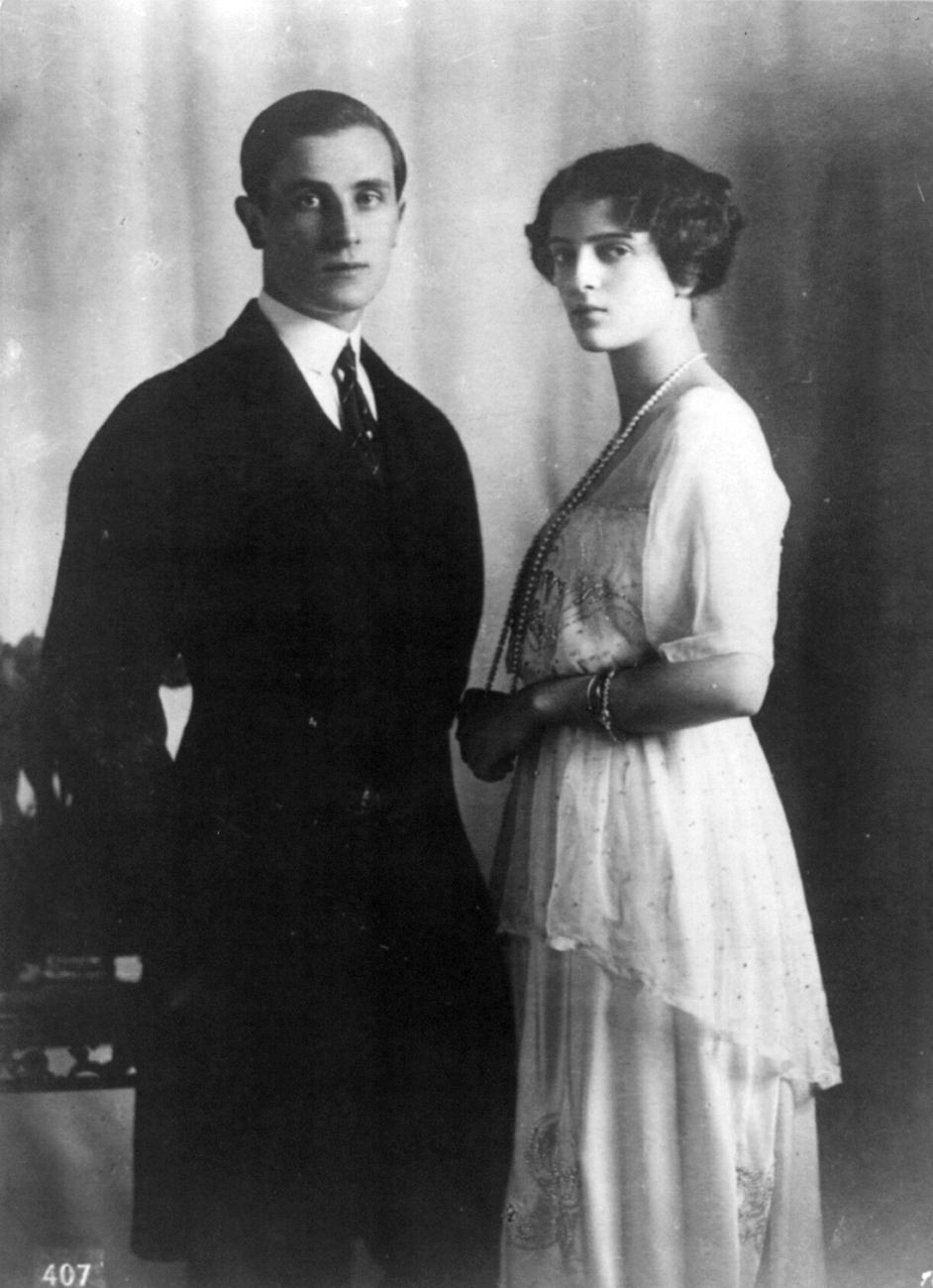

### Le complot contre Raspoutine

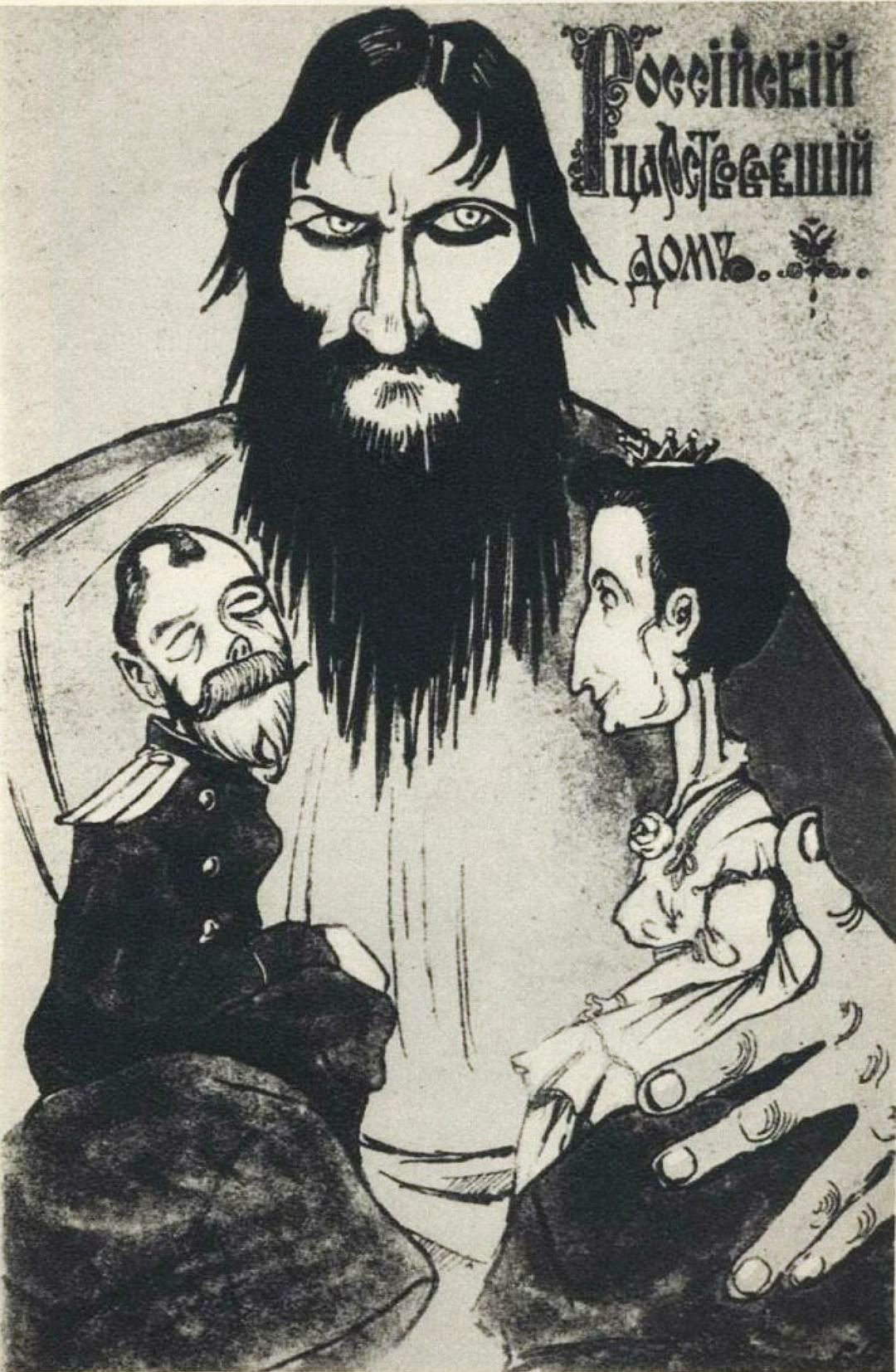
Dépliant anti-monarchiste représentant Raspoutine, Nicolas II de Russie et son épouse Alexandra Fiodorovna (avant 1916 - avant l'assassinat du « starets »).

De retour en Russie, Félix Ioussoupov souffre de l’ascendant qu’exerce Raspoutine sur la famille impériale et plonge dans une profonde tristesse. Le starets, selon lui, envoûte la tsarine et met en péril le trône de Russie.
En contribuant au meurtre de Raspoutine, Félix Felixovitch Ioussoupov exerce sans doute une vengeance. Son père, le gouverneur-général de Moscou, avait été spectaculairement limogé en 1915 pour avoir critiqué le régime impérial. Sa mère, la princesse Zenaïde, avait également été déclarée indésirable à la cour après avoir demandé à la tsarine de renvoyer Raspoutine.
Auparavant, ce prince émotif et superficiel montre un total désintérêt pour la politique ou l'Empire. Selon certaines thèses, Raspoutine menaçait de révéler à l'impératrice certains scandales impliquant le prince et son ami, le grand-duc Dmitri Pavlovitch de Russie.[réf. nécessaire] Dans ses Mémoires, le prince révèle ses sentiments profonds pour le cousin de Nicolas II, mais à aucun moment il ne révèle avec exactitude la nature de ses sentiments pour le grand-duc. Selon certains témoignages, cet aspect de sa vie privée fut volontairement dissimulé.[réf. nécessaire]
Avec le grand-duc Dimitri Pavlovitch, le député Vladimir Pourichkevitch, le lieutenant Sergueï Soukhotine et le docteur Stanislas Lazovert, le prince Ioussoupov organise l’assassinat de Raspoutine dans la nuit du 29 au 30 décembre 1916. Bien que le prince se soit attribué ce meurtre, c'est en fait Oswald Rayner, son ami londonien, membre des services secrets britanniques, qui achève Raspoutine.

#### Sanctions
L’assassinat accompli, le prince Ioussoupov et ses complices sont incapables de garder le silence. L'enquête sur l'assassinat de Raspoutine est dirigée par le major-général Popel. Le docteur Stanislas Lazovert et le jeune officier du régiment Preobrajenski, Sergueï Mikhaïlovitch Soukhotine, avaient déjà quitté Saint-Pétersbourg. Le prince Ioussoupov est arrêté à la gare, alors qu'il allait prendre le train pour s'enfuir en Crimée. Seuls le prince Félix Felixovitch Ioussoupov, le grand-duc Dmitri Pavlovitch de Russie et Vladimir Mitrofanovitch Pourichkevitch subissent un interrogatoire. L’impératrice réclame l'exécution immédiate du prince et du grand-duc Dimitri, mais les autorités pétersbourgeoises refusent d’arrêter les responsables d’un acte soutenu par la population. Nicolas II ordonne l'exil pour les trois hommes. Au cours de l'interrogatoire mené par le président du Conseil, Alexandre Fiodorovitch Trepov, le prince nie toute implication dans le complot. Félix Felixovitch est finalement assigné à résidence dans son domaine de Rakitnoïe (oblast de Koursk) par Nicolas II. Quant au grand-duc Dmitri Pavlovitch, de par sa haute naissance, il dépendait de la justice de l'empereur qui l'envoya sur le front de Perse où il servit dans l'état-major des armées impériales. En raison de sa fonction de député de la Douma, mais surtout grâce à sa place de leader du parti de la droite monarchiste, Vladimir Mitrofanovitch Pourichkevitch bénéficiait d'un tel prestige que l'empereur n'osera pas le sanctionner et qu'il ne sera pas inquiété. Sur ordre du tsar, il quitte la capitale de l'Empire russe.

### La Révolution russe

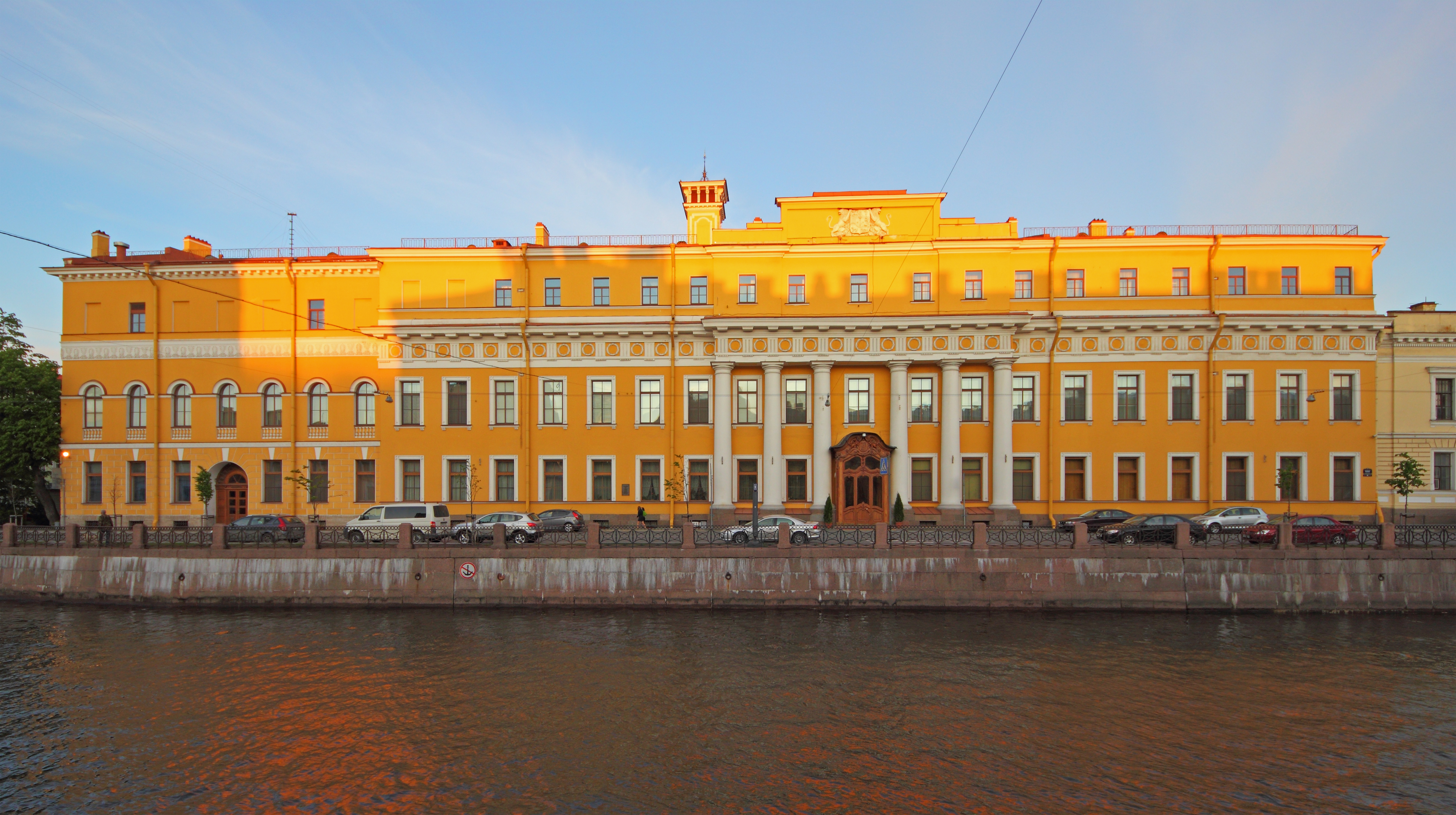
Le palais Ioussoupov de la Moïka, à Saint-Pétersbourg, où eut lieu l'assassinat de Raspoutine.

Assigné à résidence dans son domaine de Rakitnoïe, le prince trouve la vie monotone ; sa principale occupation est la promenade en traîneau. Mais de la capitale, des signes alarmants viennent troubler la quiétude du prince et de la princesse Ioussoupov. Les mauvaises nouvelles se succèdent, Georgi Ievgenievitch Lvov devient le chef du gouvernement provisoire, puis le 3 mars 1917, Nicolas II abdique.
La révolution russe reste pour le prince un souvenir douloureux.
En mars 1917, lors de son séjour au palais de la Moïka à Saint-Pétersbourg, des personnalités illustres rendent visite au prince, des officiers, des politiciens, des popes, l'amiral Alexandre Koltchak, le grand-duc Nikolaï Mikhaïlovitch de Russie ; ce dernier lui tient ces propos : « Le trône de la Russie n'est ni héréditaire, ni électif : il est usurpateur. Profitez de la situation ; vous détenez tous les atouts, la Russie ne peut pas continuer sans un monarque, et les Romanov sont discrédités, les gens ne veulent pas les voir revenir. » Ces propos laissent le prince dans un grand état d'abattement : lui, l'un des assassins de Raspoutine, il était sollicité pour s'approprier indûment le trône de la Russie impériale.
Au printemps 1917, le prince Félix Felixovitch Ioussoupov, accompagné de son épouse et de sa fille, quittent Saint-Pétersbourg pour la Crimée.
En mai 1917, désireux de visiter son hôpital installé dans sa maison rue de Litenaïa et de passer dans son palais de la Moïka, le prince, accompagné du grand-duc Fiodor Alexandrovitch de Russie, se rend à Saint-Pétersbourg.
En quittant le palais de la Moïka, le prince Ioussoupov décroche deux tableaux de Rembrandt (aujourd'hui exposés à la National Gallery of Art à Washington) et un de Floris Claesz van Dijck. Après les avoir ôtés de leurs cadres, il les enroule. Il récupère également des bijoux (le produit de leur vente contribuera au soutien financier de la famille en exil). À Saint-Pétersbourg, le couple princier et le grand-duc Fiodor Alexandrovitch de Russie prennent le train en partance pour la Crimée. C'est un voyage éprouvant. Le prince écrit dans ses Mémoires : « Une foule de soldats, déserteurs, ont assiégé le train, rempli les couloirs, montèrent sur le toit. Tous étaient ivres et beaucoup tombèrent du train en chemin. » Après ce voyage fastidieux, le prince et le grand-duc arrivent à Aï-Todor, près de Yalta.
Lors du séjour du prince Ioussoupov à Saint-Pétersbourg, un matin, des bolcheviks surgissent dans la villa Aï-Todor, les différents membres de la famille Romanov, le prince et son épouse sont retenus prisonniers par 25 soldats armés. En août 1917, le prince est informé du transfert de Nicolas II de Russie et de sa famille dans la ville de Tobolsk (en Sibérie occidentale).
À l'automne de la même année, afin de cacher les biens les plus précieux de la famille Ioussoupov, le prince se rend à Saint-Pétersbourg. Les serviteurs restés fidèles au prince l'aident dans cette tâche. Sur la demande de Maria Fiodorovna, Félix Felixovitch se rend au palais Anitchkov afin de prendre un portrait d'Alexandre III, un bien précieux pour la veuve de l'empereur, mais les bijoux de l'impératrice douairière avaient déjà été saisis par le gouvernement provisoire et transférés à Moscou. Puis le prince ramasse tous les bijoux de la famille et, aidé de Grigori, l'un des serviteurs de Félix Felixovitch, les deux hommes prennent la route de Moscou. Arrivés à destination, tout en ordonnant au serviteur de ne jamais révéler la cachette aux Bolcheviks, même sous la torture, les deux hommes dissimulent les joyaux sous un escalier. Cependant, huit ans plus tard, au cours de travaux de rénovation, les ouvriers découvrent les bijoux.
« Un jour, un détachement de soldats est venu occuper ma maison. Je la leur ai montrée et j'ai essayé de leur faire comprendre qu'elle était plus appropriée à être un musée qu'une caserne. Ils partirent sans insister, mais évidemment avec la volonté de revenir. Quelques jours plus tard, en quittant ma chambre, je suis tombé sur les corps de certains soldats endormis, complètement armés, et sur le sol de marbre. Un officier est venu vers moi et m'a dit qu'il avait été commandé pour garder ma maison. Je n'ai pas du tout aimé cela ; cela signifiait que les bolcheviks me considéraient comme un sympathisant, ce qui était un compliment que je n'appréciais pas le moins du monde, j'ai décidé de partir immédiatement pour la Crimée… ».
La veille de son départ pour Aï-Todor, il rencontre la grande-duchesse Elizaveta Fiodorovna. Le lendemain, 7 novembre 1917, les Bolcheviks prennent le pouvoir. À Saint-Pétersbourg, le prince Félix Felixovitch Ioussoupov est le témoin de crimes commis par les Bolcheviks. Le 3 mars 1918, le traité de Brest-Litovsk est signé, le prince, son épouse et les membres de la famille impériale présents dans la Villa Aï-Todor sont libérés par les Allemands.

### L'exil

#### Le départ

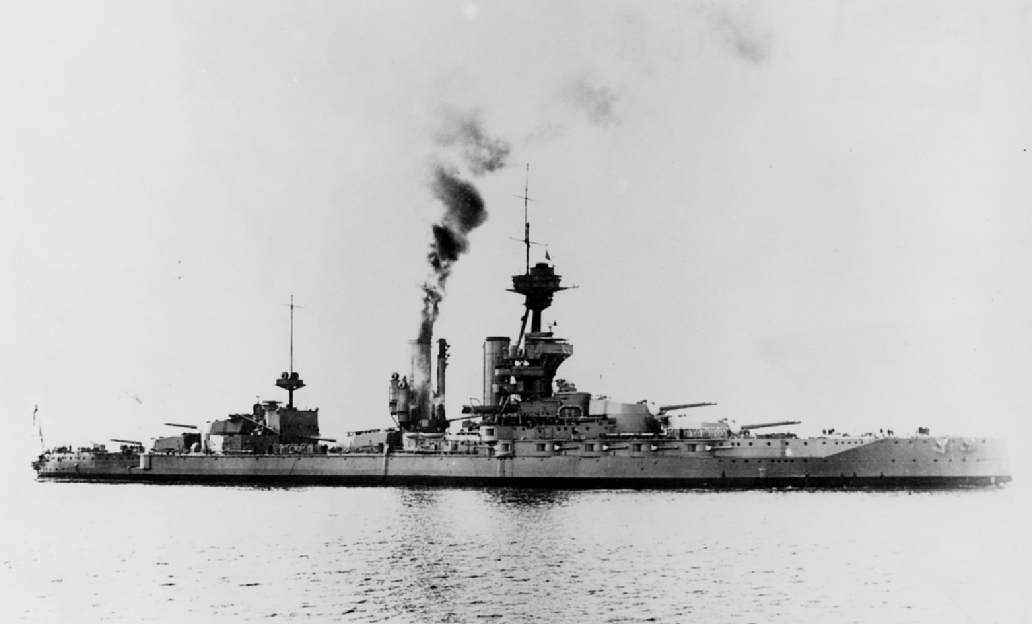
Le, cuirassé de la Royal Navy.

Le 11 avril 1919, Il est contraint de quitter la Russie à bord d’un cuirassé de la Royal Navy, le HMS Marlborough envoyé à Yalta (Crimée) par le roi d’Angleterre pour sauver ses cousins russes, membres de la famille impériale. Sa présence d’esprit et son sens de la négociation lui permettent de sauver une partie de sa belle-famille. Debout sur le pont, le prince voit disparaître à jamais sa terre natale. À bord du navire, tous pensent au jour de leur retour en Russie.
Passant le Bosphore, le cuirassé croise d'autres navires transportant des émigrés russes ayant également embarqué en Crimée. La présence de l'impératrice Dagmar de Danemark à bord du HMS Malborough étant connue de tous, les émigrés russes entonnent l'hymne Dieu sauve le tsar.
Lors de leur escale à Constantinople, le prince et son épouse visitent la cathédrale Sainte-Sophie. Sur les îles des Princes, le grand-duc Nikolaï Nikolaïevitch de Russie et les membres de sa famille quittent le cuirassé pour embarquer sur le Lord Nelson et prennent la direction de Malte puis de Gênes. Quant au prince et sa famille, ils débarquent à Malte.
Après un bref séjour dans la villa d'été du gouverneur à San Antonio, le 9 mai 1919, le prince, son épouse et sa fille embarquent à bord d'un ferry à Syracuse ; quelques jours plus tard, le couple arrive à Rome. La charité du prince Ioussoupov, bien que discrète, est importante. Ainsi, il se rend au chevet des malades dépourvus de famille et il aide financièrement le grand-duc Théodore Alexandrovitch qui vit dans la pauvreté. Anticommuniste viscéral et résolument antinazi, il donne également d'importantes sommes d'argent à des mouvements de résistance[réf. nécessaire].
En Italie, faute de visas pour la famille, le prince soudoie des fonctionnaires avec un collier de diamants appartenant à la grande-duchesse Irina. Ils séjournent quelques jours à l'hôtel de Vendôme à Paris, puis la famille Ioussoupov s'installe à l'hôtel Ritz à Londres.

#### L'exil en Angleterre puis en France

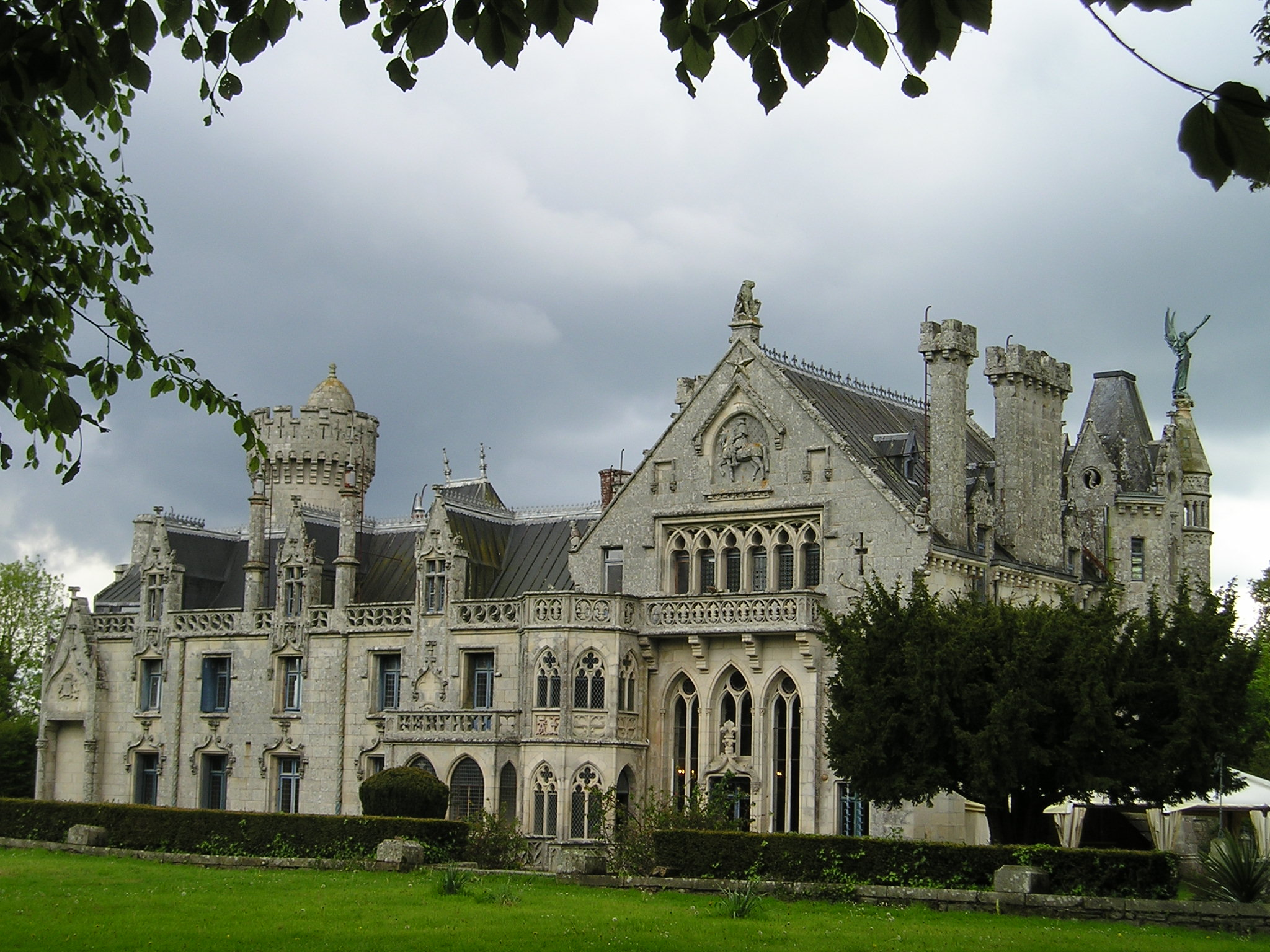
Le château de Kériolet.

Installé dans un premier temps à Londres, le prince Ioussoupov est une des chevilles ouvrières de la Croix-Rouge russe. En 1920, il s’établit avec sa femme à Paris où il crée en 1924 la maison de couture IRFÉ (Ir pour Irina - Fé pour Félix), installée rue Duphot. Son épouse lui sert de mannequin pour présenter les différents modèles de ses collections. Ami de Kessel, Cocteau ou de Boniface de Castellane, il reste, jusqu’à sa mort et malgré son refus de tout engagement politique, une des grandes figures de l’émigration russe et de la société mondaine parisienne. Il passe ses vacances à Biarritz.
La fortune colossale des Ioussoupov avait été confisquée par les Soviets dès 1917. Les avoirs placés à l’étranger ont été rapatriés dès 1914 pour des motifs patriotiques. Mais les Ioussoupov réussissent à sauver nombre d’objets précieux, au premier rang desquels on trouve les deux Rembrandt, vendus au début des années 1920. En 1953 , la perle Pelegrina nommée La Régente ou "Perle Napoléon", fut elle aussi vendue. (Cette perle achetée aux enchères en 1887 par le joaillier Pierre-Karl Fabergé fut achetée par la famille Youssoupov, la princesse Zénaïde la portait en pendentif ou en sautoir ou encore comme ornementation dans sa coiffure). Ces ventes leur assurent de solides moyens de subsistance, mais la crise économique de 1929 alliée à une mauvaise gestion de la société de couture, confiée à des gérants peu scrupuleux, met un temps le couple aux abois. Le prince Ioussoupov, avide, intente par ailleurs un procès au département du Finistère et entre en 1956 en possession du château de Kériolet, ancienne propriété de son arrière-grand-tante, la princesse Zénaïde Narichkine-Ioussoupov, expertisée à 400 millions de francs de l’époque (anciens francs). Aussitôt, ce château néogothique est fermé à la visite du public (c’était auparavant un musée, selon les volontés de la princesse Narichkine), ses collections disparates sont dispersées et le château est vendu au plus offrant.
Le prince Félix Felixovitch Ioussoupov est l’auteur de plusieurs ouvrages. En 1927, il publie un opuscule intitulé La fin de Raspoutine, éclaircissant les circonstances du meurtre du gourou de la tsarine. Cet ouvrage lui vaut un procès de la part de Maria Raspoutine, fille de la victime. Dans les années 1950, le prince publie ses mémoires, en deux volumes, sous les titres Avant l’exil (1887-1919) et Après l’exil (1919-). Ces différents ouvrages rencontrent un succès certain et sont encore régulièrement réédités.
L’assassinat de Raspoutine hantera le prince Ioussoupov jusqu’à sa mort : il est en proie à des cauchemars tenaces et peint des tableaux inquiétants représentant des monstres mi-homme, mi-animal. Ne pouvant plus supporter ces tableaux représentant des figures hideuses, sa fille les vendra à la mort de ses parents.

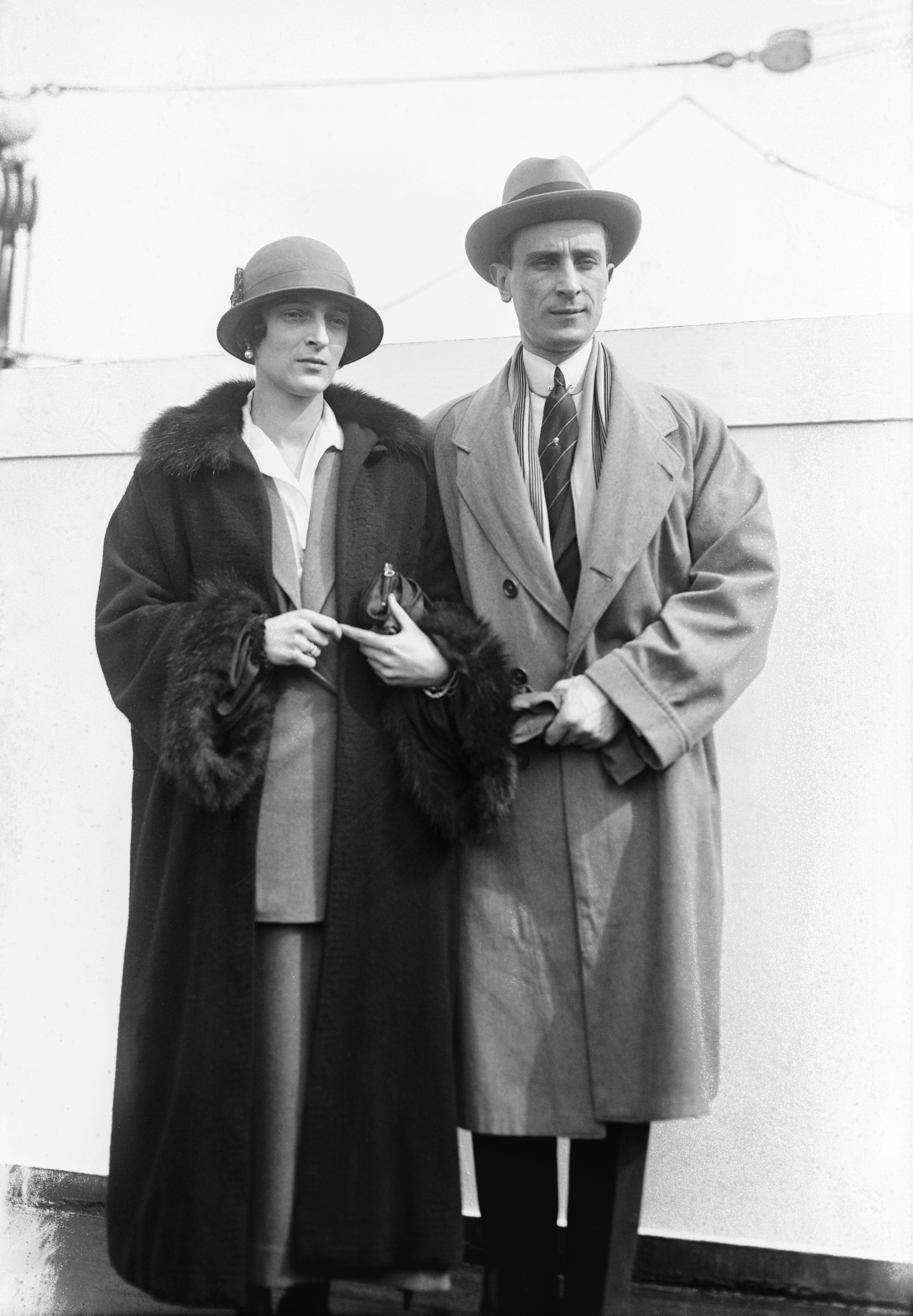
La princesse Irina et le prince Felix dans les années 1930.

Le prince et la princesse Ioussoupov ont vécu en exil en France de 1920 à leur mort en 1967 et 1970, aux adresses suivantes :
- 1920-1933 : 37, rue Gutenberg à Boulogne-Billancourt;
- 1933-1939 : 19, rue de la Tourelle à Boulogne-Billancourt[25];
- 1939-1940 : ils louent une maison à Sarcelles, 7, rue Victor-Hugo[26];
- 1940-1943 : ils habitent successivement rue Agar et 65, rue La Fontaine (16e arrondissement de Paris, quartier d'Auteuil);
- du 30 août 1943 à leur mort : 38, rue Pierre-Guérin (16e arrondissement de Paris, quartier d'Auteuil), dans une maison achetée à Madame Bottin, propriétaire du dictionnaire du même nom.

Des icônes, miniatures et objets de Fabergé ayant appartenu à son père (mort en 1928) ont figuré dans une vente publique de souvenirs historiques russes à Paris le 14 novembre 2007 (La Gazette de l'Hôtel Drouot, no 34, 2 novembre 2007).

#### Décès du prince Félix Felixovitch Ioussoupov

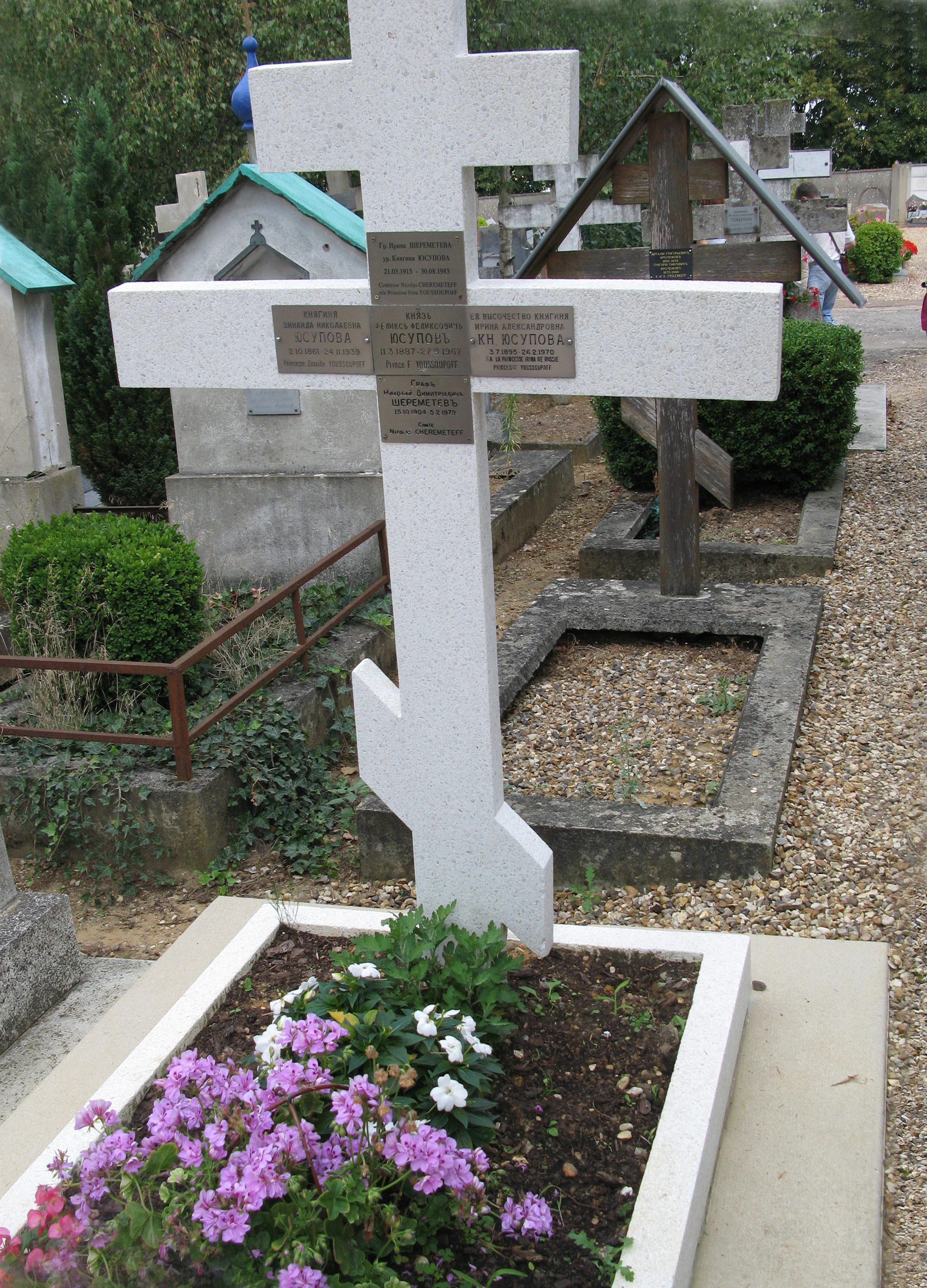
Tombe du prince Félix Felixovitch Ioussoupov, de son épouse, de sa mère et du comte et de la comtesse Cheremetiev.

Le prince meurt le 27 septembre 1967 à Paris, quelques mois après son interview par l'historien Alain Decaux.
Il est inhumé au cimetière russe de Sainte-Geneviève-des-Bois, à Sainte-Geneviève-des-Bois (Essonne), où il repose en compagnie de son épouse la princesse Irina Alexandrovna, de sa mère et du comte et de la comtesse Cheremetiev,. À noter la simplicité de la tombe du prince : une simple croix orthodoxe surmonte un carré de terre orné de quelques fleurs et entouré d'un carré de ciment.
Le rapatriement des dépouilles des Ioussoupov au mausolée d’Arkhangelskoïe est régulièrement évoqué.

## Les Ioussoupov aujourd’hui

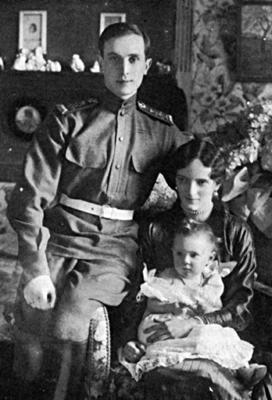
La princesse Irina Felixovna Ioussoupova assise sur les genoux de sa mère, la grande-duchesse Irina Alexandrovna de Russie ; debout, le prince Félix Felixovitch Ioussoupov (1916).

En 2004, Xenia Sfiri, petite-fille et unique héritière de Félix Felixovitch Ioussoupov, a demandé à la fédération de Russie de lui restituer une partie de la fortune familiale, arguant du fait que la propriété était maintenant un droit constitutionnel en Russie et que les bases juridiques des nationalisations de 1917 étaient, selon elle, inexistantes. Elle conclut sa lettre au président Poutine en faisant part de son incompréhension du fait que lors de ses visites à Saint-Pétersbourg, elle soit contrainte de descendre à l’hôtel au lieu de résider dans l’un des palais familiaux. Ces démarches n’ont abouti qu’à un refus des autorités russes.
Xenia Sfiris reste néanmoins très liée à la Russie. Un oukase spécial de Vladimir Poutine lui rend la nationalité russe en 2000. En 2009, elle relance la maison de couture IRFÉ, créée par ses grands-parents.
Depuis la mort de Félix Felixovitch Ioussoupov, le titre princier est éteint, même si sa petite-fille le porte souvent.

### Le palais de la Moïka aujourd'hui
De nos jours, le palais de la Moïka est ouvert au public. Dans la pièce du sous-sol où fut perpétré l'assassinat de Raspoutine, la scène est reproduite à l'aide de mannequins de cire, dont l'un représente le prince Ioussoupov offrant des gâteaux à la crème rose au starets. Dans une autre pièce, une scène représente les complices du prince.

### L'héritage du prince Félix Felixovitch Ioussoupov

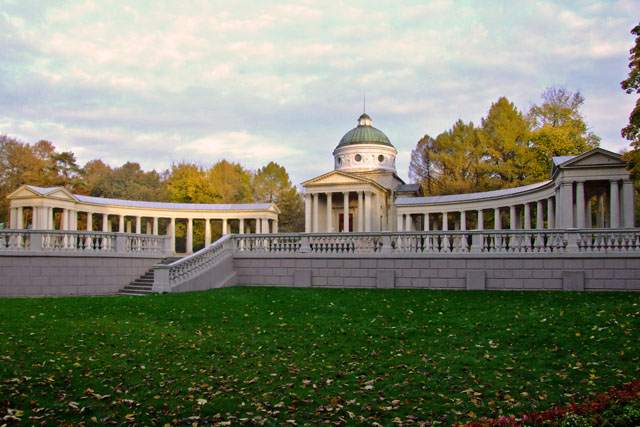
Mausolée de la famille Ioussoupov à Arkhangelskoïe.

Les différents objets (papiers personnels, sculptures, peintures et photos de famille) ayant appartenu au prince Félix Felixovitch Ioussoupov ont été la propriété de Victor Contreras, un sculpteur mexicain, qui était dans les années 1960 étudiant en art et a vécu pendant cinq ans auprès de la famille Ioussoupov. Victor Contreras, après avoir souhaité créer un musée dans sa maison située au sud de Mexico[réf. nécessaire] décide finalement, en  2016, de procéder à la vente chez Drouot de ces memorabilia, notamment le célèbre costume russe du Prince au bal du Royal Albert Hall en 1912[réf. nécessaire].

## Publications
- Prince Youssoupoff, La Fin de Raspoutine, Paris, Plon, 1927.
- Félix Youssoupov, Avant l'exil (1887-1919), Paris, Plon, 1952, et En exil, Paris, Plon, 1954 ; réédités sous le titres Mémoires, Paris, V & O éditions, 1990  (ISBN 1-885586-58-2).
  - [sur www.rummuseum.ru]
  - (ru) Voir sur yusupov.ucoz.net
  - (en) www.spartacus.schoolnet.co.uk